# حسن أباد منقشلي
حسن‌ أباد منقشلي (بالفارسية: حسن‌آباد منقشلی) هي قرية تقع في قسم بيزكي الريفي (مقاطعة تشناران) في إيران. يقدر عدد سكانها بـ 34 نسمة .